# Radarplotten

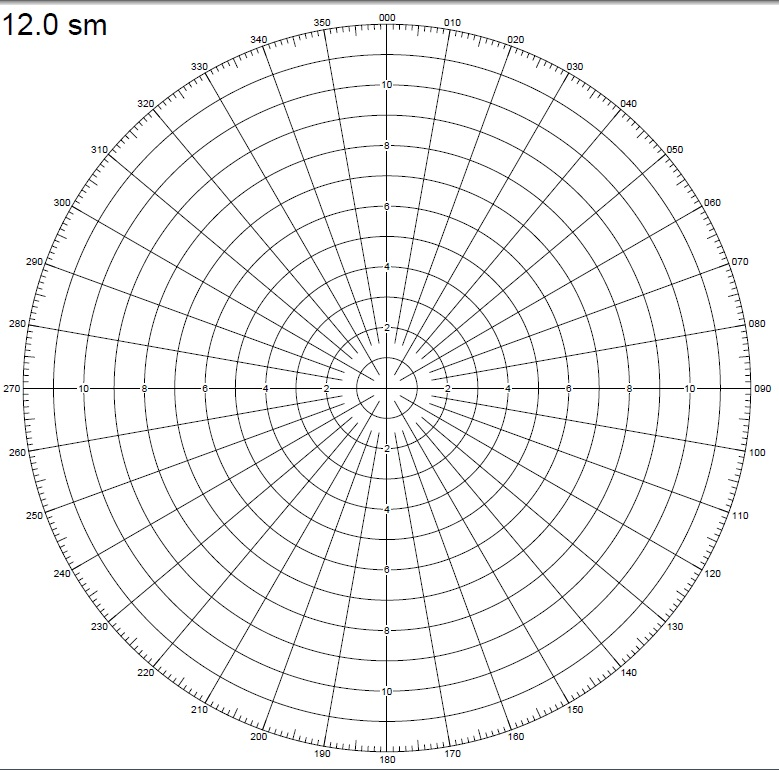
Eine Radarspinne

Als Radarplotten bezeichnet man in der Seefahrt die Auswertung des Radarbildes, um Kurse und Geschwindigkeiten von Echoanzeigen festzustellen. Das herkömmliche Verfahren ist die zeichnerische Auswertung zur Vorausbestimmung der Bewegung von Fahrzeugechos auf dem Bildschirm zur Feststellung, ob unerwünschte Annäherungen mit anderen Fahrzeugen (Nahbereichssituation) drohen. In der Berufsschifffahrt hat sich stattdessen der Gebrauch von ARPA-Anlagen durchgesetzt, die die Plotfunktion automatisiert durchführen.

## Verfahren
Grundsätzlich wird zwischen verschiedenen Arten des Radarplottens unterschieden. Diese sind die zeichnerischen Radarauswertungen mit Aufsatz, Folie oder auf Papier, sowie das automatisierte Plotten mit ARPA. Methodisch unterscheidet man daneben zwischen Relativplots und True Plots.
Die herkömmliche Methode ist die zeichnerische Radarauswertung. Diese kann entweder mithilfe eines Reflexionsplotaufsatzes auf dem Radargerät oder auf Papier erfolgen. Beim Arbeiten mit dem Plotaufsatz werden die Radarechos mit einem Fettstift parallaxen(fehler)frei auf eine Plotscheibe (einer durchsichtigen Arbeitsfläche, deren Funktion teils durch eine zusätzliche Folie unterstützt werden kann) übertragen und mit einem Lineal versegelt. Beim Papierplot werden alle Winkel und Distanzen der Echos auf dem Radar gemessen und zur Auswertung auf ein Arbeitsblatt übertragen. Für einen Relativplot bietet sich der Gebrauch einer Radarspinne an, ein Arbeitsblatt, auf dem konzentrische Kreise im selben Seemeilen-Abstand, wie auf dem gewählten Radarmaßstab aufgedruckt sind und das zusätzlich mit einer Gradeinteilung versehen ist. Die Linien sollen dazu dienen, die Ortungen von Radarbildern zu übertragen und Bewegungsabläufe zu konstruieren. Das Vorausberechnen der Echobewegungen geschieht auf dem Arbeitsblatt im Verfahren einer Vektoraddition. True Plots können auf unliniertem Papier vorgenommen werden.

## Zeichnerische Auswertung

### Errechnung der relativen Bewegung (Relativplot)
Der Relativplot dient zur Errechnung der relativen Bewegung von Radarechos, es wird nur die Bewegung des Radarechos in Bezug auf das eigene Fahrzeug errechnet. Das Verfahren wird angewendet, wenn es darum geht, den Passierabstand zwischen zwei Schiffen (kleinster Passierabstand) und den Winkel der Begegnung zu bestimmen. Letzteres ist für die Ausweichpflicht oder das Nichtbehinderungsgebot von Bedeutung.

#### Beispiel
- Gegeben:
  - Eigener Kurs: 045°
  - Eigene Geschwindigkeit: 12 kn
  - Echo 1: B 1400 Uhr / 340° / 8 sm
  - Echo 2: B 1406 Uhr / 350° / 6 sm
- Gesucht:
  - CPA:
  - KBr:
  - VBr:
  - TCPA:
  - SPA-B:

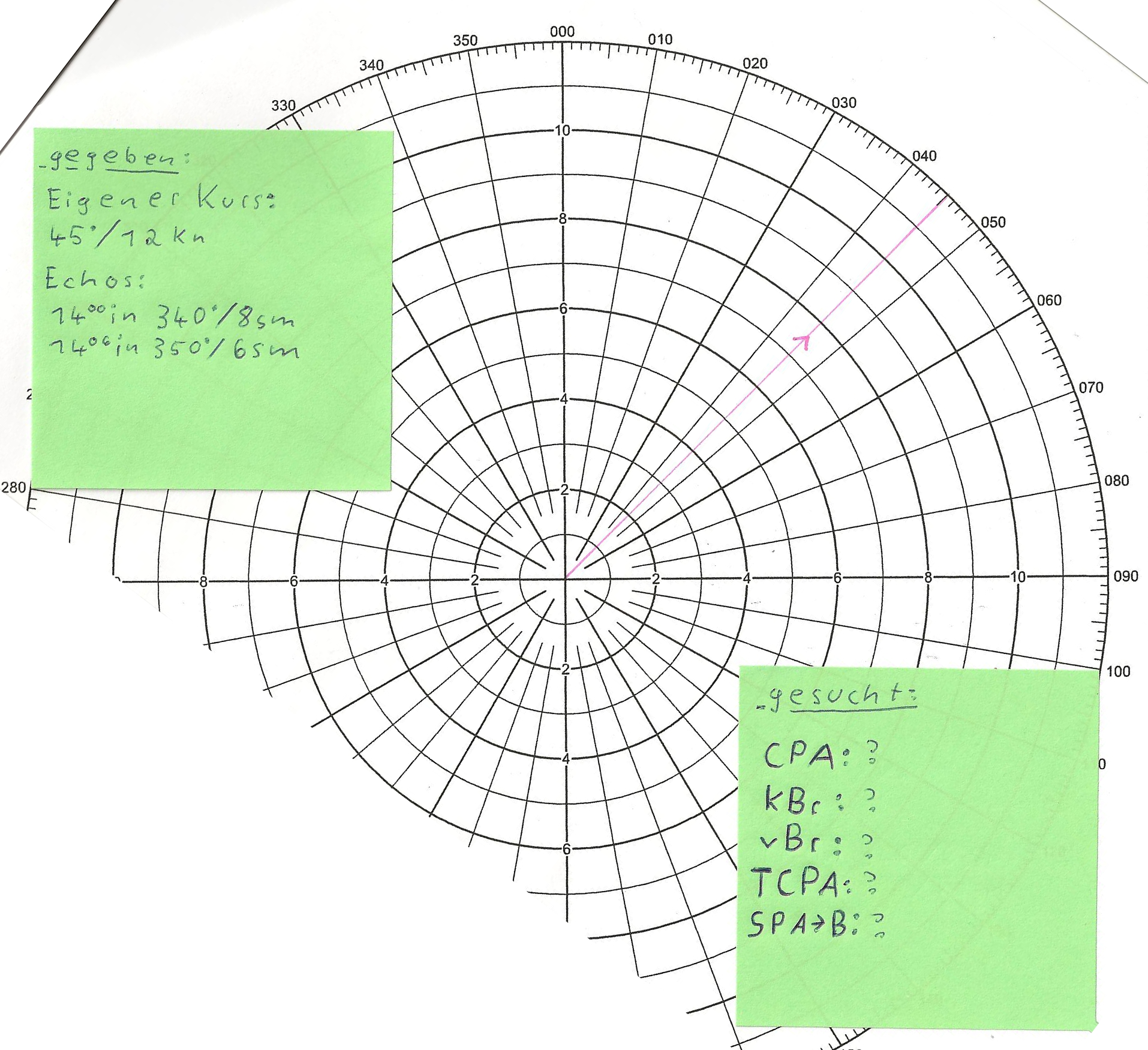
Schritt 1: Der Kurs des Schiffes wird dem GPS entnommen und als Linie eingetragen.
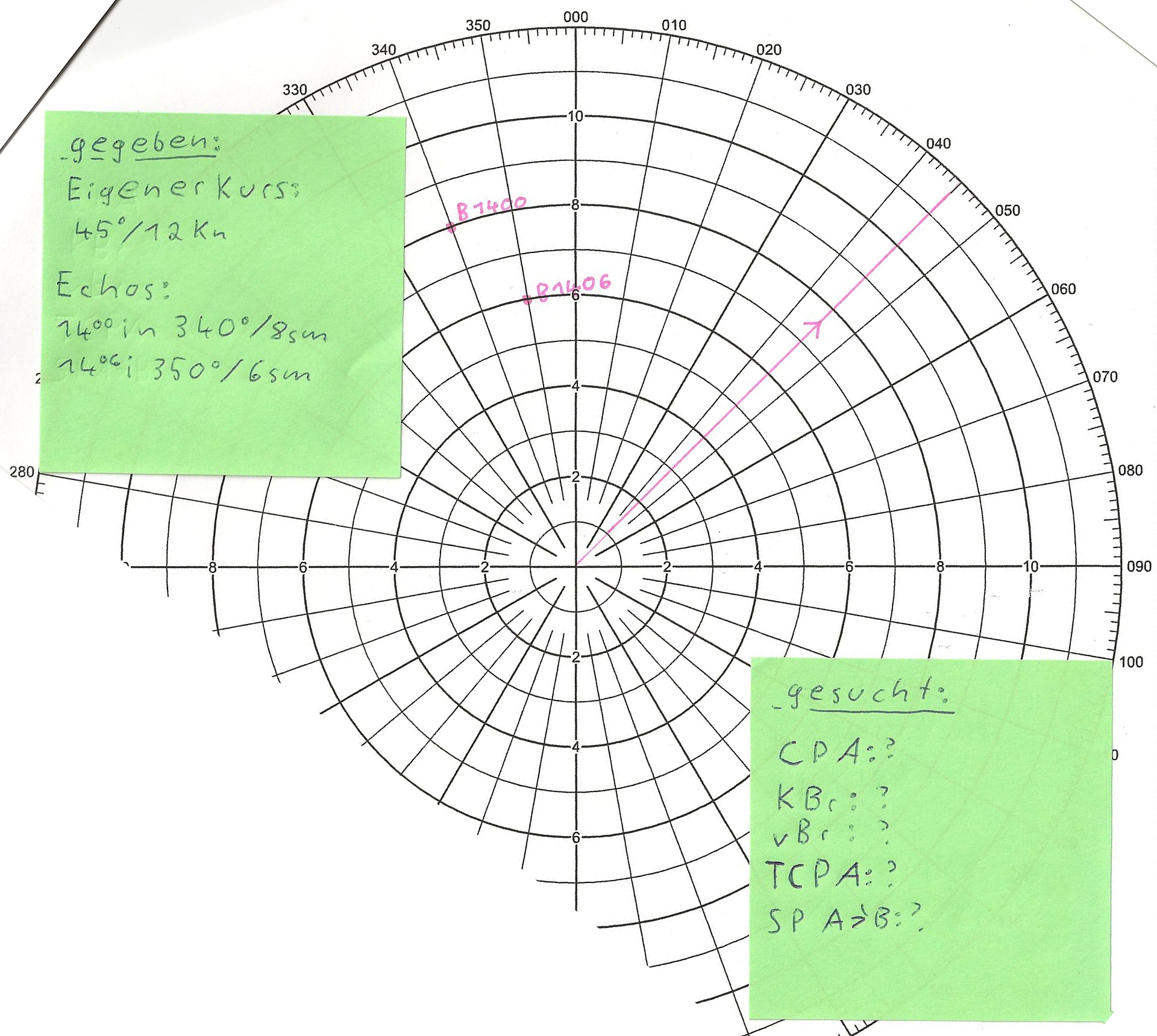
Schritt 2: Die Entfernungen der Peilungen der georteten Echos werden mit Hilfe des Variable Range Markers (VRM) und des Peilstrahls bestimmt. Die Orte werden mit Uhrzeit als Punkt eingezeichnet.
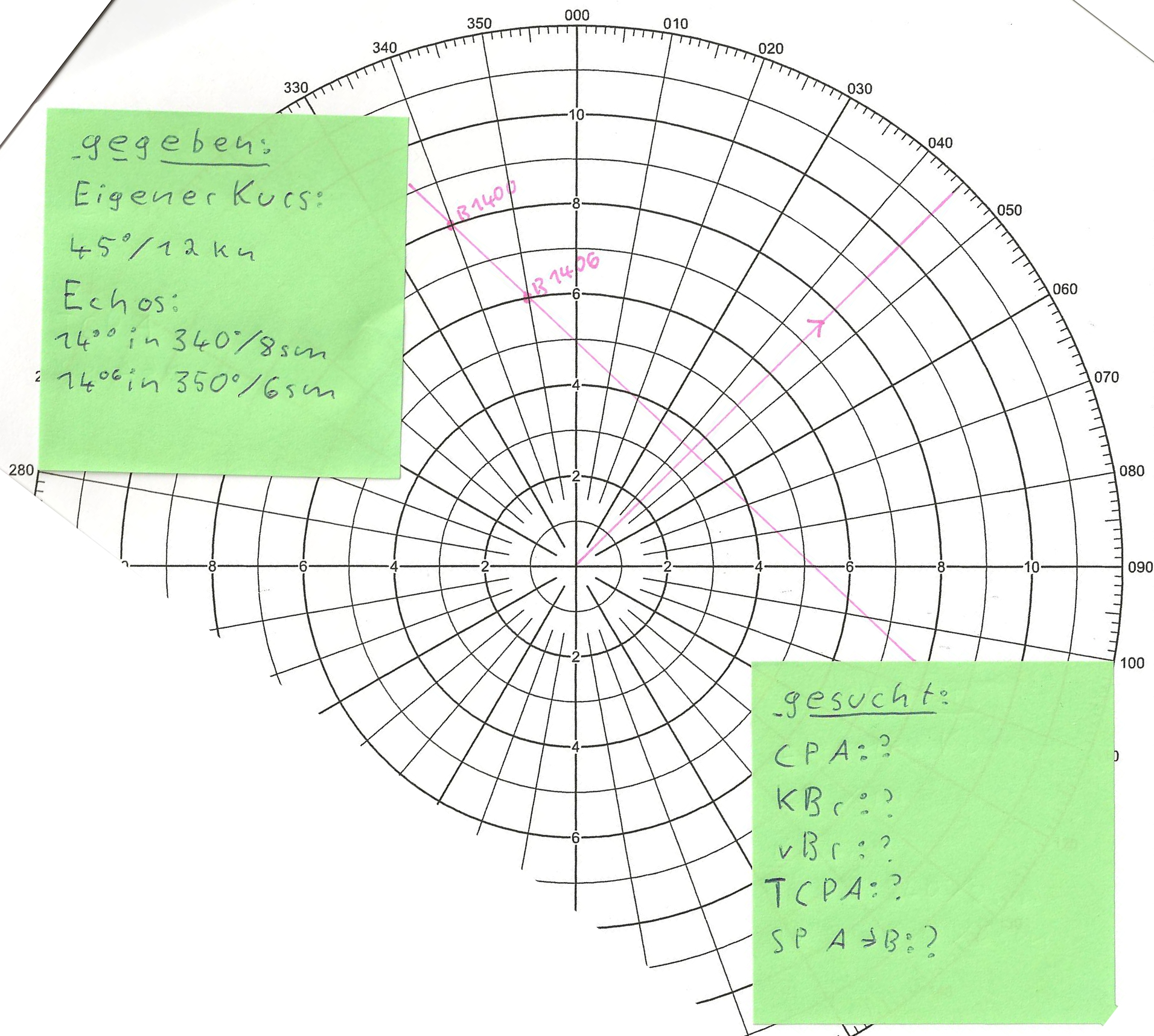
Schritt 3: Durch die Punkte der Echos wird eine Linie gezeichnet. Die Linie muss den Kurs des eigenen Schiffes kreuzen.
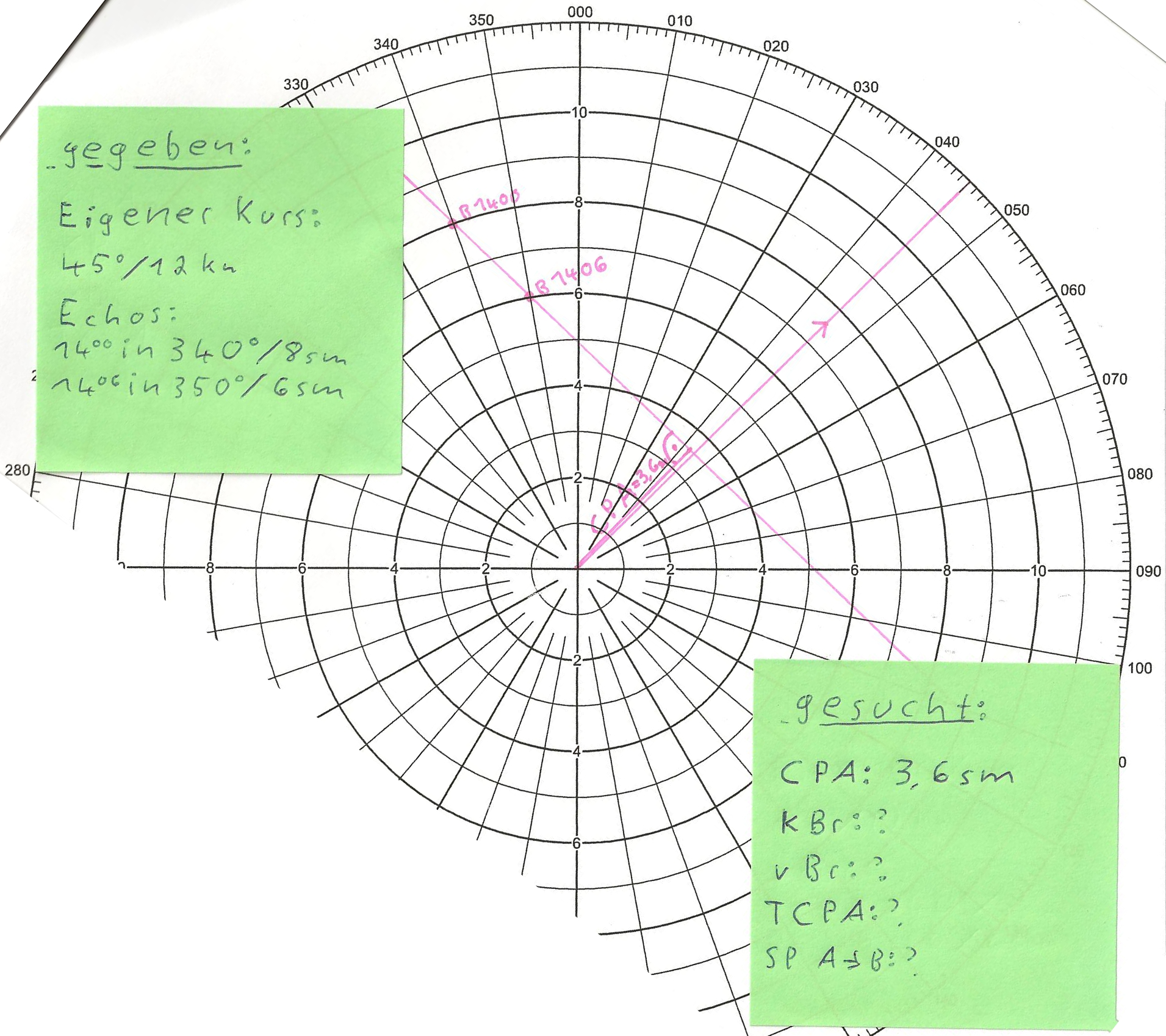
Schritt 4: Zwischen der Linie der Echopunkte wird im Winkel von 90° eine Linie zum Mittelpunkt gezeichnet. Mit Hilfe eines Stechzirkels kann die Entfernung abgenommen werden und an Kreisen gemessen werden. Diese Linie ist der kleinste Passierabstand (CPA).
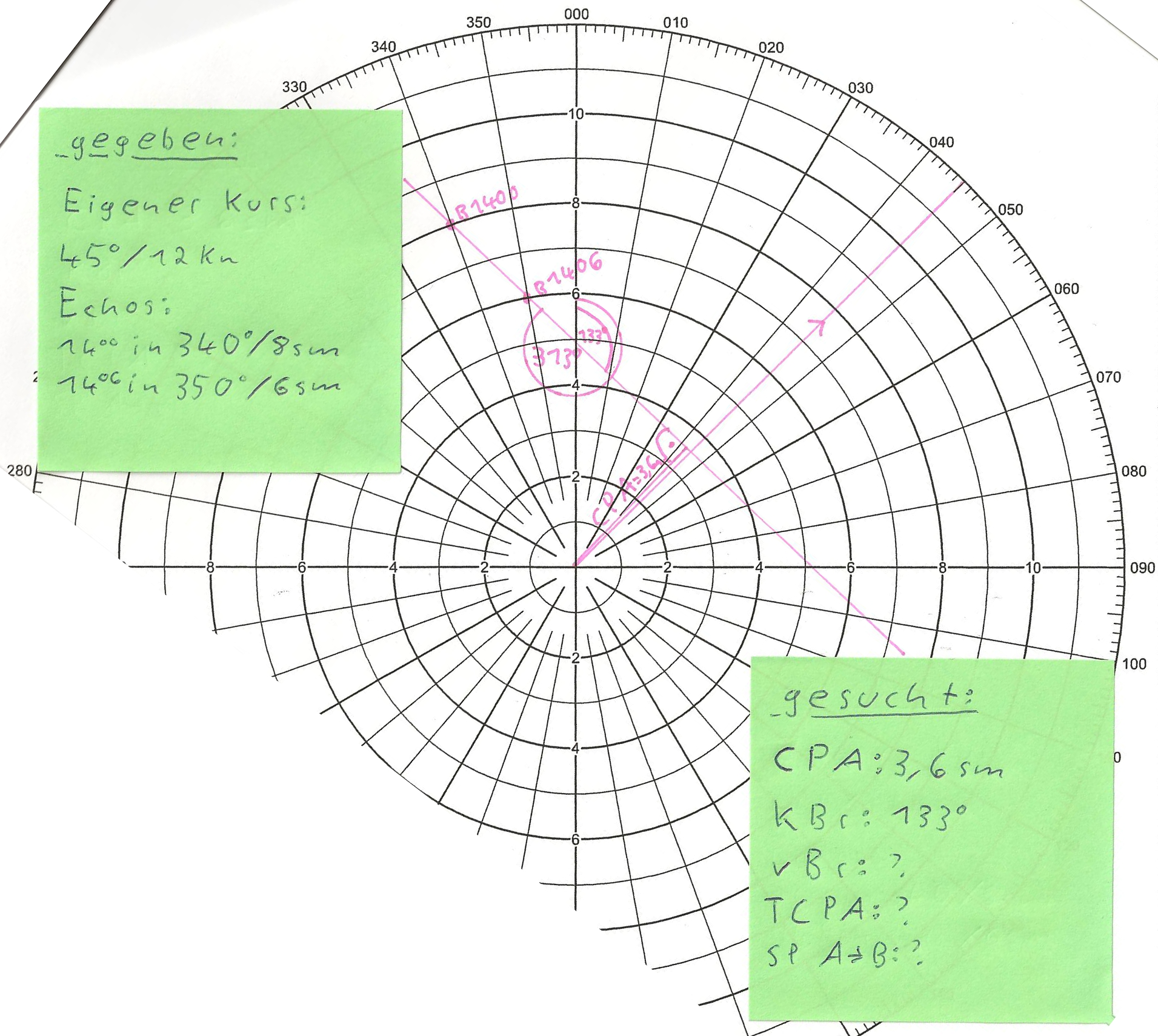
Schritt 5: Um den relativen Kurs des Echos zu bestimmen, wird der Winkel der Linie durch die Echopunkte zu der 0°-Linie gemessen.
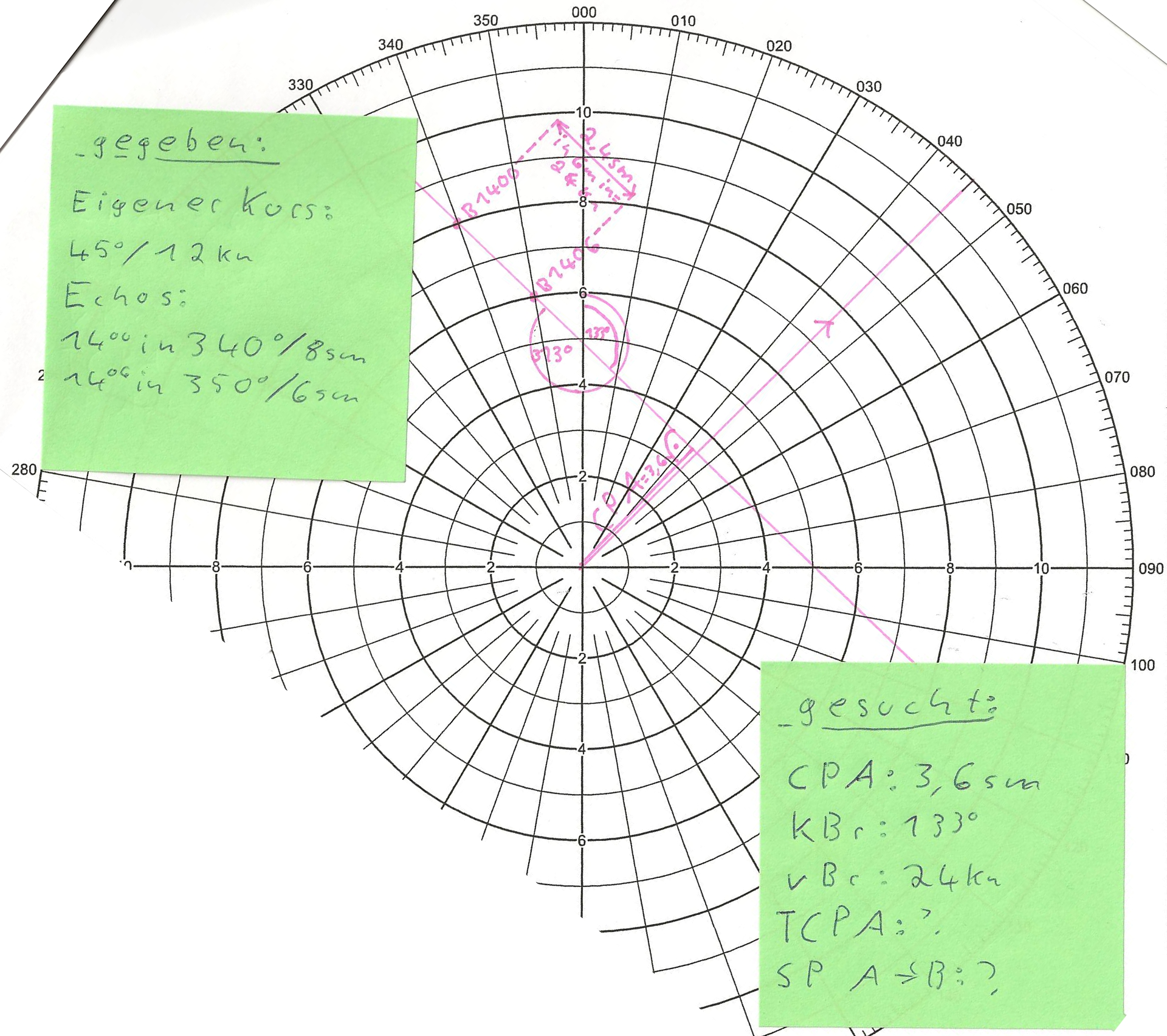
Schritt 6: Um die relative Geschwindigkeit des Echos zu bestimmen, wird die Entfernung zwischen den beiden Echopunkten mit dem Stechzirkel abgenommen und an den Kreisen gemessen. Der Abstand zwischen den Punkten im Verhältnis zur Zeit, die zwischen den Ortungen lag, ergibt die relative Geschwindigkeit.
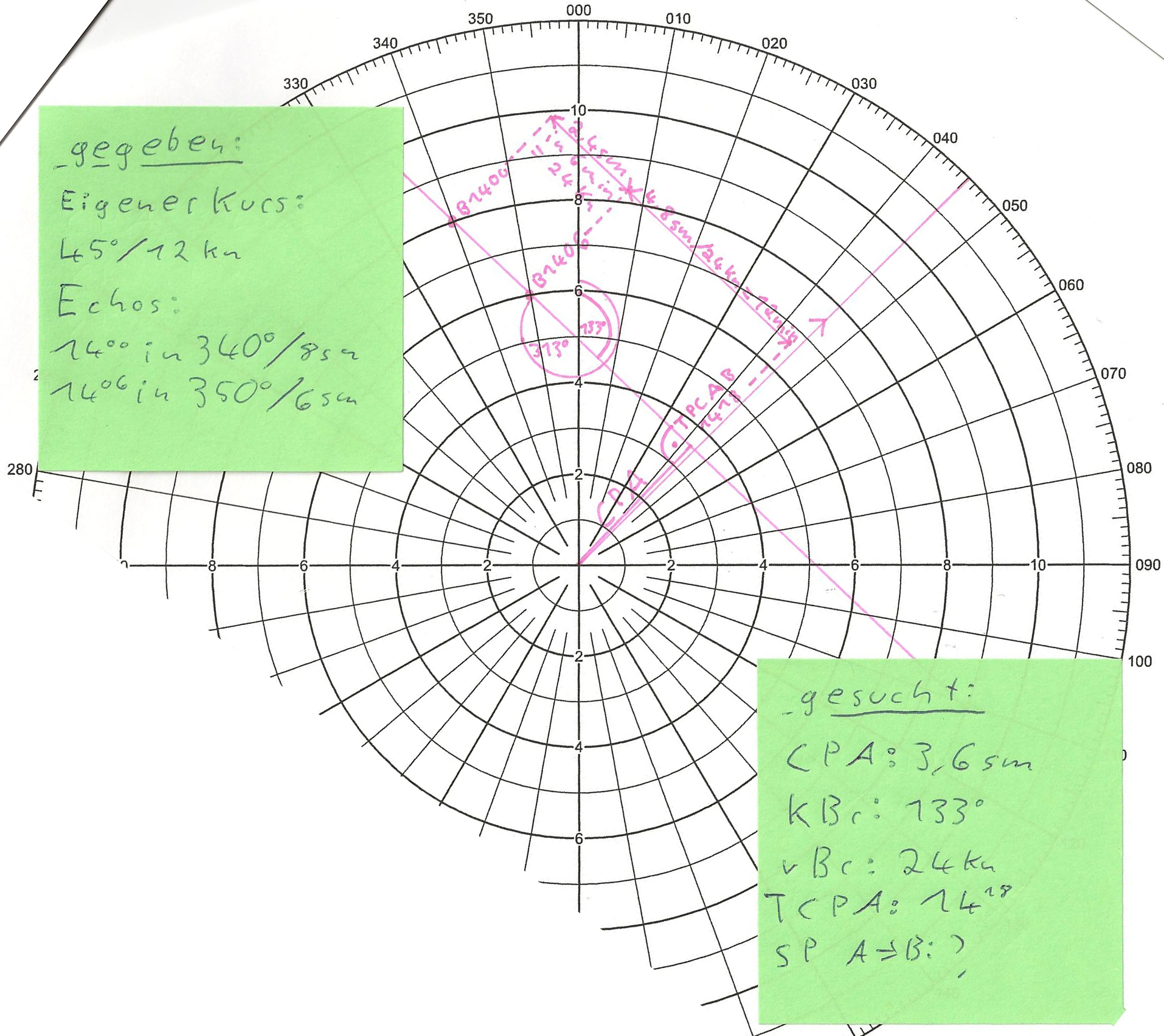
Schritt 7: Um zu bestimmen, zu welchen Zeit man sich am CPA befindet, muss errechnet werden, wann das Echo, wenn es Geschwindigkeit und Kurs beibehält, die Restentfernung zwischen der zweiten Ortung und dem CPA zurückgelegt hat.
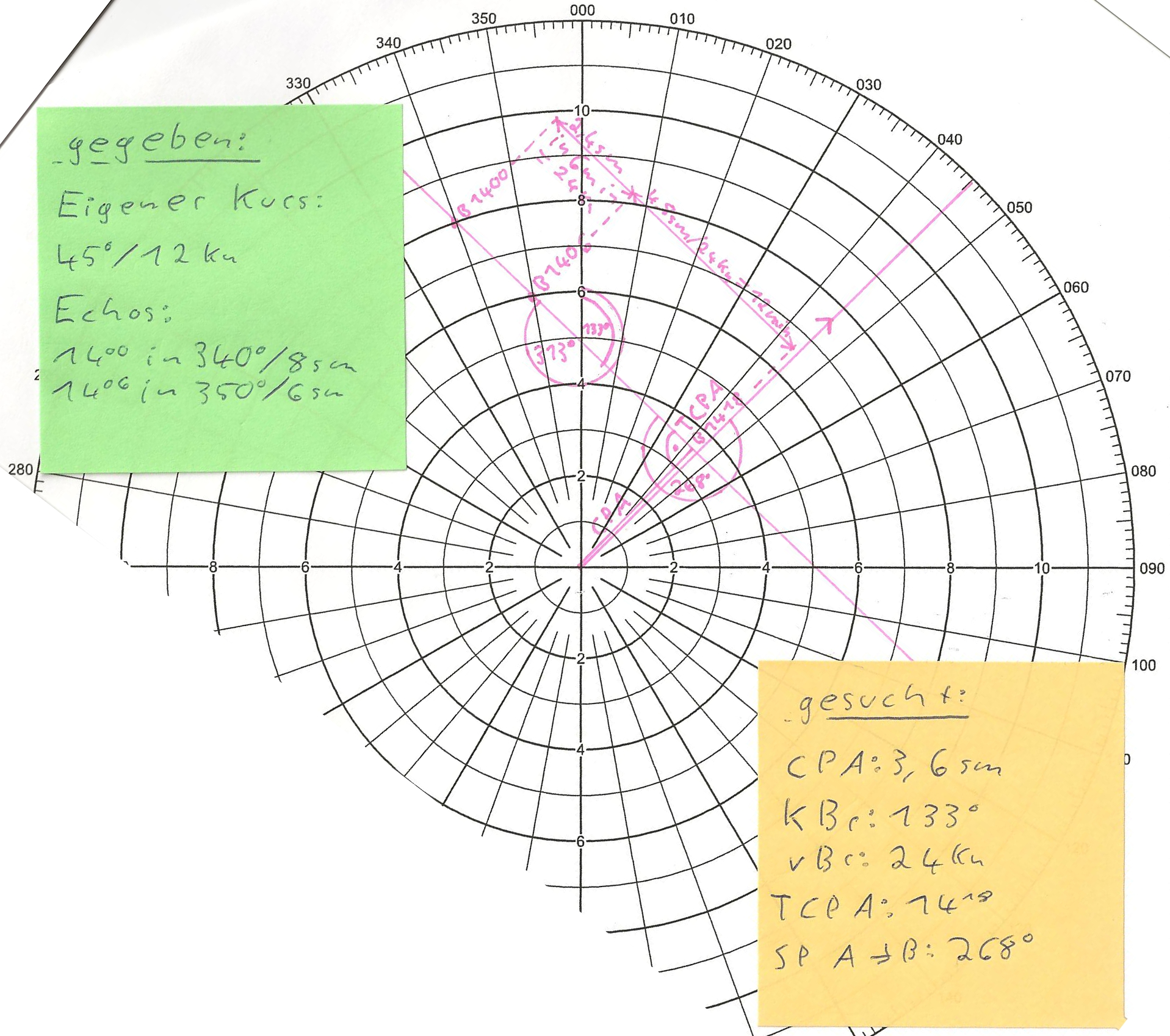
Schritt 8: Um zu errechnen, in welchem Winkel die Schiffe zueinander fahren, muss nun noch der Winkel zwischen der Linie durch die Echos und dem eigenen Kurs entnommen werden.

- Ergebnis:
  - CPA: 3,6 sm
  - KBr: 133°
  - VBr: 24 kn
  - TCPA: 1418
  - SPA-B: 268°

### Errechnung der absoluten Bewegung

#### Beispiel
- Gegeben:
  - Eigener Kurs: 045°
  - Eigene Geschwindigkeit: 12 kn
  - Echo 1: 1400 B 340° / 8 sm
  - Echo 2: 1406 B 350° / 6 sm
- Gesucht:
  - KB:
  - VB:

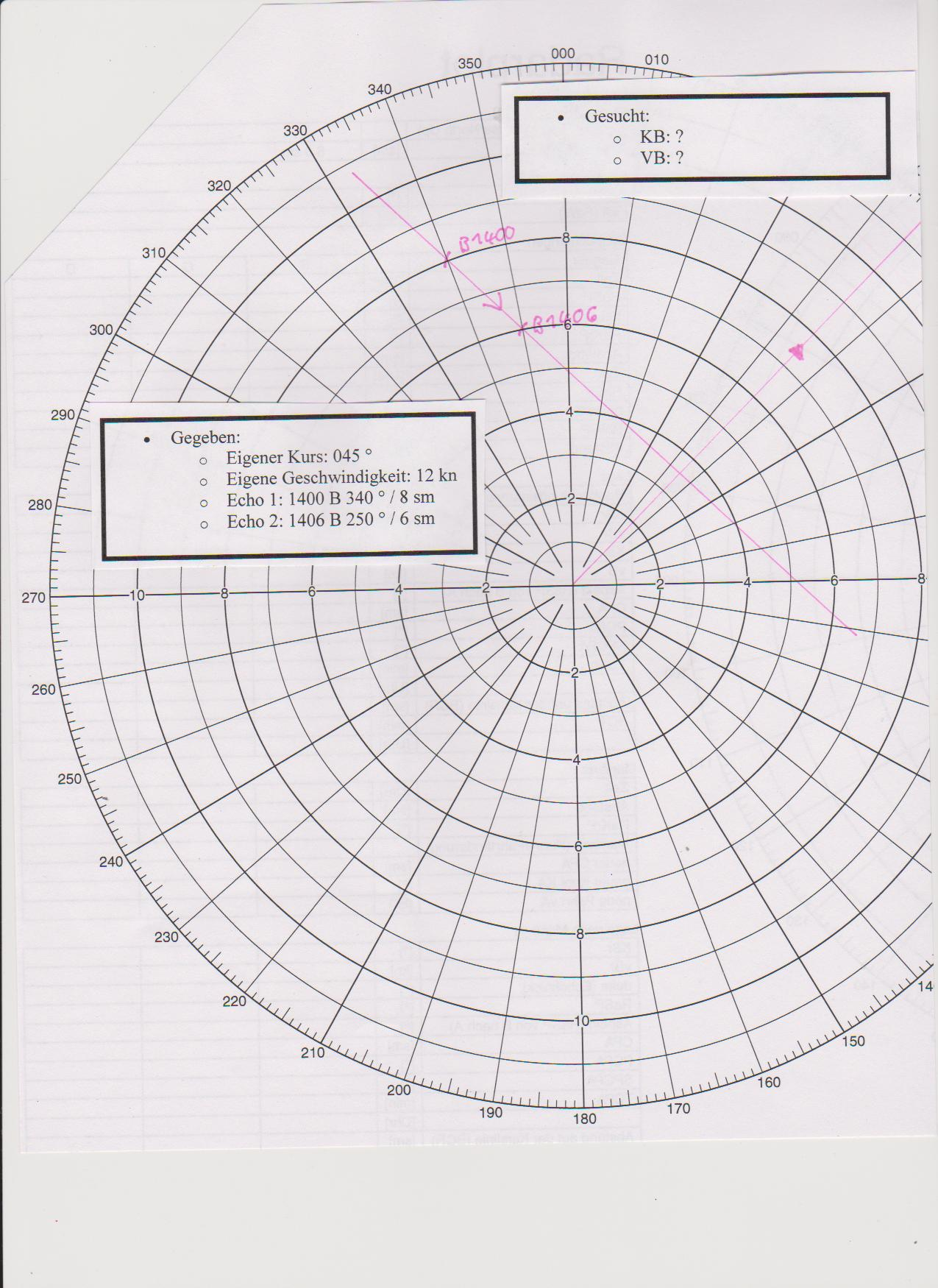
Als Erstes werden, wie auch beim relativ Plotten, die eigene Kurslinie und die Echos der Gegner eingezeichnet. Die Linie durch die Echos der Gegner ergibt auch hier deren relative Bewegungsrichtung.
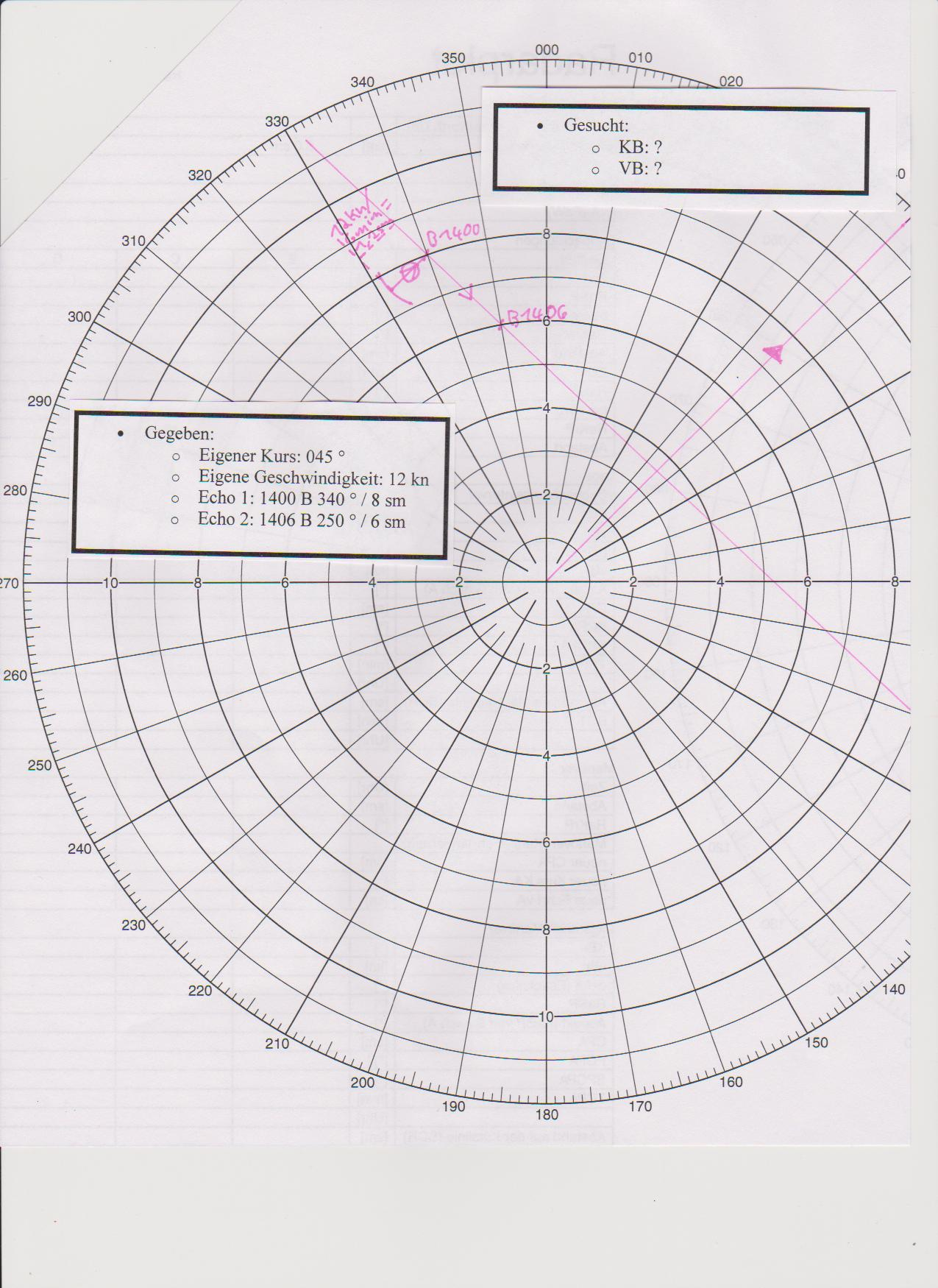
Als zweiter Schritt wird an dem ersten Echo in Richtung des ersten Echos eine Linie mit dem eigenen Kurs und in der Länge der zurückgelegten Strecke zwischen den Echos gezeichnet.
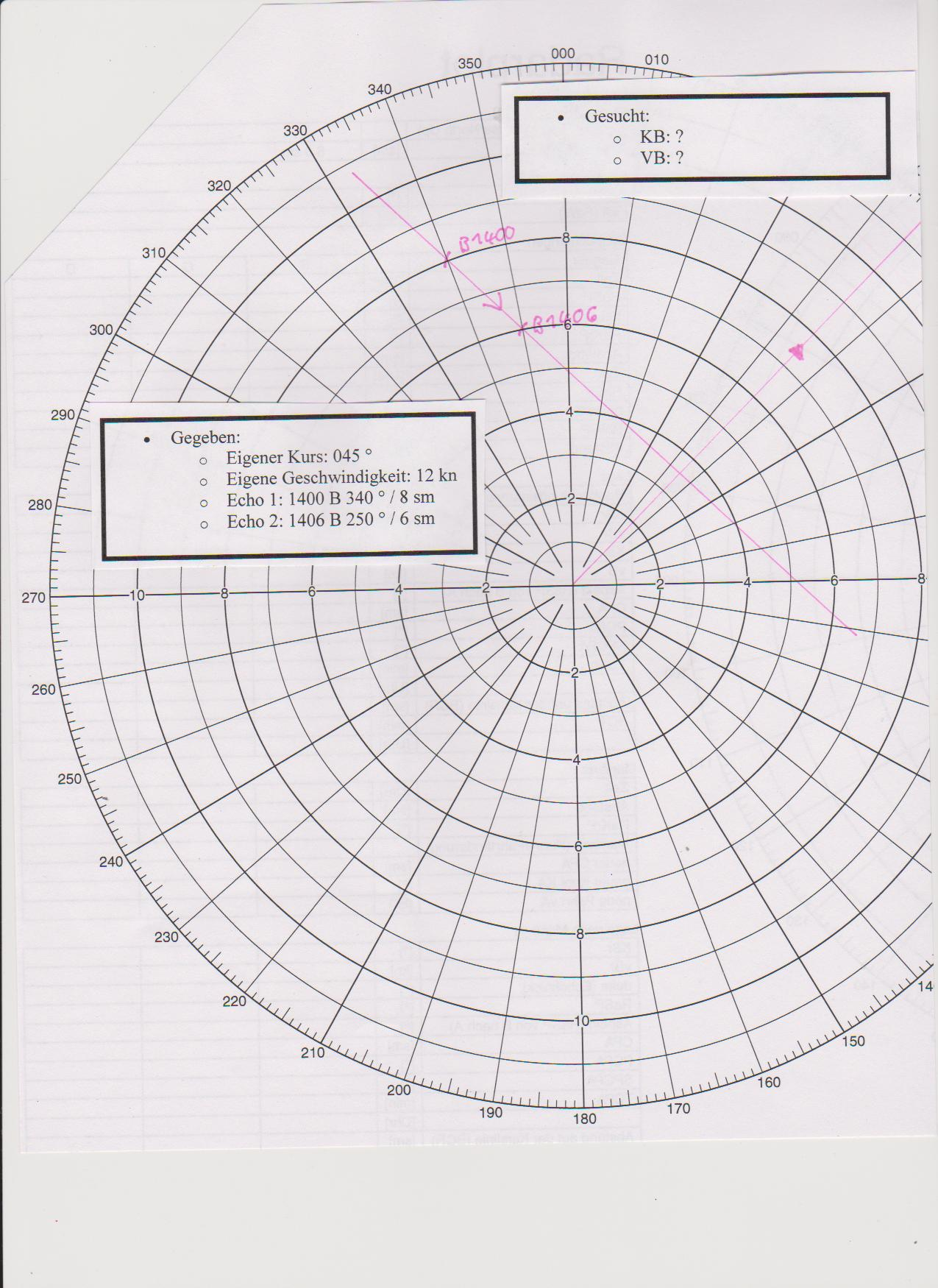
Als letzter Schritt wird das zweite Echo mit dem Ende der eben eingetragenen Linie verbunden. Die Verbindungslinie weist in Richtung des zweiten Echos die absolute Kursrichtung von B, die Länge der Verbindungslinie entspricht absoluten zurückgelegten Strecke zwischen den Echos.

- Ergebnis:
  - KB: 107°
  - VB: 26 kn

### Errechnung der absoluten Bewegung (True Plot)
Die zweite Variante, der True Plot, dient zur Errechnung der absoluten Bewegung, es wird die Bewegung des eigenen und des anderen Schiffes in Bezug auf den Meeresgrund errechnet.

## ARPA
Seitdem die Radarechos nicht mehr als Rohradarbild auf einer Kathodenstrahlröhre dargestellt werden, hat das Verfahren des Radarplottens an Bedeutung verloren. Heutige Anzeigegeräte für Radarechos stellen das Bild synthetisch dar und sind in der Regel mit einer ARPA-Anlage ausgerüstet. Mit Hilfe von Computern lässt sich die Bewegung von Radarechos automatisch vorausberechnen. Werden die Radar- und AIS-Daten kombiniert dargestellt, werden auf dem Radarbildschirm Geschwindigkeit, Kurs und Position direkt mit angezeigt.
Dennoch ist das Radarplotten ein wichtiger Ausbildungsbestandteil in der Seefahrt. Für die Sportschifffahrt ist das Radarplotten immer noch von großer Bedeutung; die kleinen Radaranlagen sind häufig nicht in der Lage, Echobewegungen vorauszuberechnen oder ordentlich anzuzeigen.

## Gesetzliche Verpflichtung zum Radarplotten
Regel 7 der Kollisionsverhütungsregeln (KVR) besagt:
- a) Jedes Fahrzeug muss mit allen verfügbaren Mitteln entsprechend den gegebenen Umständen und Bedingungen feststellen, ob die Möglichkeit der Gefahr eines Zusammenstoßes besteht. Im Zweifelsfall ist diese Möglichkeit anzunehmen.[4]
- b) Um eine frühzeitige Warnung vor der Möglichkeit der Gefahr eines Zusammenstoßes zu erhalten, muss eine vorhandene und betriebsfähige Radaranlage gehörig gebraucht werden, und zwar einschließlich der Anwendung der großen Entfernungsbereiche, des Plottens oder eines gleichwertig systematischen Verfahrens zur Überwachung georteter Objekte.[4]

Regel 19 KVR besagt:
- Ein Fahrzeug, das ein anderes Fahrzeug lediglich mit Radar ortet, muss ermitteln, ob sich eine Nahbereichslage entwickelt und/oder die Möglichkeit der Gefahr eines Zusammenstoßes besteht.[4]

Daraus kann interpretiert werden, dass jedes Wasserfahrzeug, das mit einer Radaranlage ausgerüstet ist, dazu verpflichtet ist, diese unter Anwendung des Radarplottens zu benutzen. Ein Verstoß gegen die KVR kann einem Schiffsführer im Schadensfall als grobe Fahrlässigkeit ausgelegt werden.